# Semnones
Los semnones (Σέμνωνες o Σέμνονες) eran un pueblo germano que pertenecía al grupo suevo y habitaba al norte de los hermunduros, entre los ríos Albis (Elba) y Viadus (Óder). Tenían al oeste los queruscos, al sur los silinges, al este los manimos y los burgundios, y al noroeste los longobardos. Su país estaba entre Lusatia al sur y Potsdam al norte, y estaba formado por un centenar de distritos (pagi). Eran un pueblo muy poderoso y el principal del grupo de los suevos. 
Los semnones fueron miembros de la confederación de los marcomanos bajo Marabod en tiempo de Augusto. Después fueron aliados de los romanos y estaban gobernados por reyes; en la época de Domiciano el rey era Masius. Hacia el siglo III parecen haberse unido a los alamanes o haber constituido el núcleo principal de este pueblo. El pueblo de los alamanes (el nombre podría significar "todos los hombres" o "todos los guerreros que defienden un país") se formó de la unión de los semnones con los usípetes, teucteros o tencteros y quizás otros grupos de la frontera del Rin que no aceptaban el dominio romano. 